# José Rubén Zamora
José Rubén Zamora (19 agosto 1956) è un giornalista e imprenditore guatemalteco, noto per aver fondato i periodici guatemaltechi Siglo Veintiuno, El Periódico e Nuestro Diario.

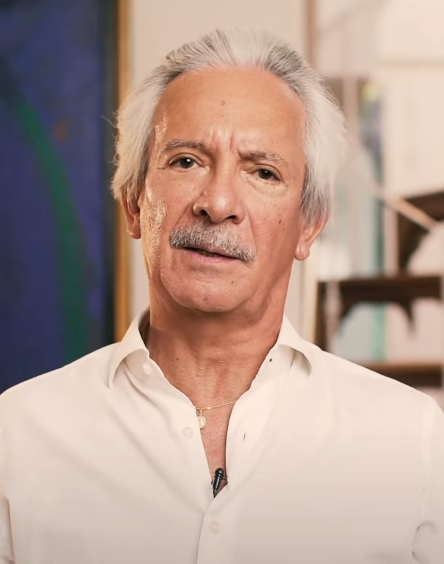
José Rubén Zamora nel 2021

Zamora ha ricevuto numerosi premi e riconoscimenti internazionali in un Paese che, secondo i dati di Reporters sans frontieres occupa la posizione 127 al mondo. 
Il 29 luglio 2022 José Rubén è stato arrestato con l'accusa di riciclaggio di denaro. Detta detenzione è ampiamente considerata una ritorsione nei suoi confronti a causa degli articoli sulla presunta corruzione del governo. Il 15 maggio 2024 sono stati ordinati gli arresti domiciliari, resi esecutivi soltanto il 18 ottobre. Durante il processo, due dei suoi avvocati sono stati arrestati e gli altri due hanno abbandonato a causa delle minacce ricevute. Il quotidiano da lui diretto è stato costretto a chiudere e altri otto giornalisti sono stati processati.

## Biografia
Zamora iniziò a lavorare come reporter già a 17 anni per La Hora (L'Ora), quotidiano di proprietà della sua famiglia. Ha conseguito la laurea in ingegneria industriale presso l'Università San Carlo del Guatemala e ha conseguito un master in amministrazione d'impresa con specializzazione in Banca e Finanza presso l'INCAE. Inoltre, ha partecipato al programma di Scienze Politiche e Sociali della Pontificia Università di Salamanca.
Nel 1986 fonda una Compagnia di produzione e diffusione di documentari e notizie.
È stato altresì Direttore del Comitato Nazionale del Liceo Centroamericano d'Amministrazione d'Imprese -INCAE-. Ha ricoperto anche le cariche di membro del Consiglio Monetario della Banca Nazionale del Guatemala e Presidente della Commissione di Ricerca, Analisi e Pianificazione della Camera di Commercio guatemalteca.

### I quotidiani: Siglo Veintiuno
Nel 1990, fonda il suo primo quotidiano, Siglo Veintiuno (Il Ventunesimo Secolo). Il giornale sosteneva riforme giudiziarie e tributarie, oltre a trattare argomenti ostici come lo spaccio di droghe, le violazioni dei diritti umani, la guerriglia, e la presunta corruzione insita nel governo del Presidente Jorge Serrano Elías. Di conseguenza, il quotidiano, il suo fondatore e i reporter ricevettero minacce di morte e aggressioni.
Tre anni dopo Guatemala attraversa una crisi costituzionale, comunemente chiamata Serranazo, durante la quale Serrano sospende la costituzione e scioglie il Congresso, oltre a censurare la stampa. In risposta questo, Zamora cambia il nome del quotidiano in Siglo Catorce (Il Quattordicesimo Secolo) e ha pubblica grandi blocchi d'inchiostro nero coprendo la grande maggioranza delle parole e nel frattempo invia via fax versioni non censurare delle notizie ai quotidiani di Paesi vicini. L'International Press Institute (IPI) attribuisce alle azioni di Zamora un ruolo importante nel ritorno alla democrazia, con la caduta di Serrano e la sua successiva fuga dal paese.
Nel maggio 1996, Zamora lascia il quotidiano, a causa di disaccordi con il Consiglio di Amministrazione. Nel novembre dello stesso anno lancia El Periódico (Il quotidiano), grazie alle donazioni di cittadini guatemaltechi a sostegno della libertà di stampa. 

## Le accuse e l'arresto

### Riciclaggio di Denaro
Il 29 luglio 2022 Zamora viene arrestato dalla Polizia Nazionale Civile guatemalteca con l'accusa di riciclaggio di denaro per Ronald García Navarijo, un ex banchiere che lo avrebbe pagato per essere menzionato nel suo giornale. Anche Samari Carolina Gómez, ex procuratrice fiscale viene arrestata per aver fornito informazioni riservate della procura a Zamora, attraverso l'ex procuratore Juan Francisco Sandoval. L'Ufficio del Procuratore assicura che è stato arrestato in flagranza di reato sulla base della denuncia dell'ex banchiere che ha ricevuto il denaro e pianificato di effettuare una transazione bancaria per celare l'origine dello stesso. Durante il blitz hanno confiscato circa 200.000 Q. (circa 25.600,00 dollari) che avrebbe chiesto a García Navarijo in cambio di informazioni sulle indagini contro di lui.
Durante l'udienza preliminare Flora Silva Flores, ex manager della sua società, è stata accusata come complice, così come i suoi avvocati, Mario Eduardo Castañeda e Romeo Augusto Montoya, che l'avrebbero aiutato a far sparire il denaro. Il Pubblico Ministero ha presentato due prove audio: in una Zamora, in una conversazione con Sandoval Alfaro, riceve informazioni e l'assicurazione di ottenerne di più, nell'altra Zamora con suoi avvocati pensano a come nascondere il denaro ricevuto.
Flora Silva Flores viene arrestata ad agosto 2022 per associazione a delinquere finalizzata al riciclaggio di denaro, in quanto ha simulato un'attività commerciale lecita per coprire l'introito illecito. L'8 dicembre accetta le accuse e confessa di aver ricevuto ordini diretti da Zamora; viene condannata a 6 anni di carcere, ridotti a 3 e commutati dal pagamento di una multa. Nell'aprile 2023 anche gli ex avvocati di Zamora si dichiarano colpevoli
Nella sua prima deposizione Zamora assicura che i soldi gli sono stato consegnati per l'acquisto di spazi pubblicitari sul suo giornale, successivamente dichiara che derivano dalla vendita di un dipinto di sua proprietà, presentando un documento di vendita, successivamente rivelatosi falso, e dopo ancora assicura di averli ricevuti da Alejandro Girón Lainfiesta.
La Procura assicura la falsità di tutte le versioni, ma sostiene che la predisposizione di atti falsi presentati a supporto della seconda rappresenti l'intenzione di ostacolare la giustizia nel caso di appropriazione indebita. Il suo arresto è ampiamente ritenuto una ritorsione contro la sua copertura mediatica relativa alle pratiche corrotte del governo guatemalteco e Zamora viene criticato a livello locale e internazionale sia da giornalisti, sia da attivisti per la libertà di stampa che da ONG per i Diritti Umani, Stati Uniti, Canada ed Europa.

#### La vicenda processuale
Nel giugno 2023 Zamora viene condannato a sei anni di detenzione (l'accusa ne aveva chiesti 40) per riciclaggio di denaro, mentre lui nega tutte le accuse e dichiara di non aver avuto un equo diritto alla difesa. Viene invece considerato non colpevole di traffico d'informazioni e ricatto. Samari Gómez viene dichiarato non colpevole del reato di divulgazione di informazioni riservate.
Durante il mandato presidenziale di Alejandro Giammattei numerosi giornalisti sono stati costretti a fuggire all’estero per aver denunciato la corruzione. Zamora invece, ha scelto di restare in Guatemala e di denunciare la corruzione ma ha più volte descritto il proprio arresto come persecuzione politica.  Il 15 maggio 2004 la giudice Verónica Ruiz della Corte di Nona Condanna concede a Zamora i domiciliari, non considerandolo a rischio di fuga, ma viene portato a casa dal Carcere Militare Mariscal Zavala solo sabato 19 ottobre.
Con la vittoria alle elezioni del presidente Bernardo Arévalo la situazione sembra, infatti, cambiata. 

## Premi e riconoscimenti
Nel 1995, Zamora e il team del quotidiano Secolo Ventuno ricevono l'International Press Freedom Awards dal Comitato di protezione dei Giornalisti. Questo riconoscimento vuole riconoscere il valore nella difesa della libertà d'espressione, nonostante gli attacchi, le minacce e il carcere.  Lo stesso anno, Zamora vince il Maria Moors Cabot Prize conferito dalla Columbia University  per aver promosso la libertà di stampa e la comprensione intra americana. Nel 2000 è uno dei 50 Eroi Mondiali del Giornalismo del XX Secolo dall'International Press Institute.
Nel 2003 la John S. and James L. Knight Foundation gli conferisce l'International Journalism Award.
Nel 2014 viene designato Ingegnere Emerito dal Collegio Professionale per gli Ingegneri guatemaltechi e nel 2015 Laureato Illustre dell'Università di San Carlo del Guatemala. Sempre nel 2015 riceve il Premio Myrna Mack per la difesa dei diritti umani che è stato conferito dalla Commissione guatemalteca dei Diritti Umani.
Nel 202 riceve il Premio Gabo, quale riconoscimento alla sua vasta e valorosa lotta contro la corruzione e in difesa dei diritti umani in Guatemala".